# 빌랄 시디베
빌랄 시디베(Bilal Sidibé, 1978년 12월 31일 ~ )은 모리타니의 축구 선수이다.